# Jonathan Buttall

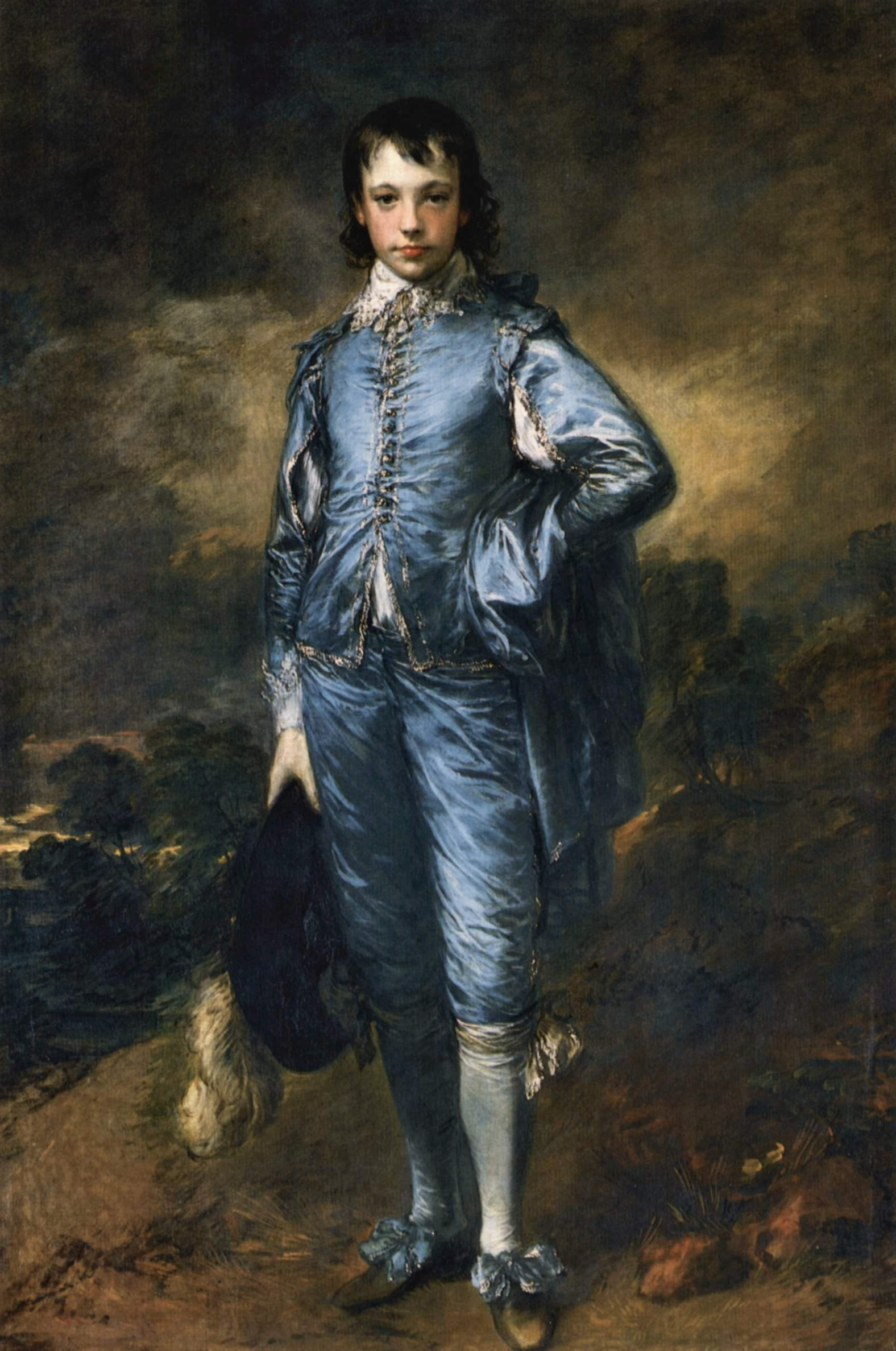
Jonathan Buttall um 1770 als Knabe in Blau

Jonathan Buttall (* 1752; † 1805) war der Sohn eines wohlhabenden Eisenhändlers in Soho, London. Er war ein Musikenthusiast; in seiner direkten Nachbarschaft in der Greek Street in Soho lebten Johann Christian Bach, der elfte Sohn Johann Sebastian Bachs und Hofmusiker in London, der italienische Virtuose Felice Giardini und der Komponist Karl Friedrich Abel.
Zu den Freunden Buttalls zählte auch der Maler Thomas Gainsborough, der die Londoner Familie in den 1760er Jahren in Bath kennengelernt hatte. Gainsborough unterstützte die Vorliebe des jungen Jonathan für die Musik und für die Bücher, insbesondere nach dem Tode des Vaters im Jahr 1768. Nachdem Gainsborough 1774 nach London gegangen war, intensivierte sich die Freundschaft. Noch in Bath hatte Gainsborough 1770 ein Porträt des 18-jährigen Buttall fertiggestellt, das unter dem Titel The Blue Boy (dt.: Knabe in Blau) später weltbekannt wurde; es zeigte den jungen Mann in einem blauen Kostüm des 17. Jahrhunderts. Als der Maler 1788 starb, richtete Buttall seine Beerdigung aus.
Jonathan Buttall übernahm das Geschäft seines Vaters zunächst erfolgreich; im Jahr 1796 ging er bankrott und musste das Gemälde, das bis dahin in seinem Besitz gewesen war, verkaufen.